# Iza (cantante)
Iza, pseudonimo di Isabela Cristina Correia de Lima Lima (Rio de Janeiro, 3 settembre 1990), è una cantautrice e conduttrice televisiva brasiliana.

## Biografia e carriera

### Formazione
Nata e cresciuta nel quartiere Olaria a Rio de Janeiro, Iza è la figlia dell'insegnante di musica e arte Isabel Cristina Lima e dell'ufficiale militare di marina Djama Leite Lima. All'età di 6 anni si trasferisce a Natal quando suo padre viene trasferito per servire la base navale del luogo. Durante l'infanzia subisce del razzismo per essere fra i pochi bambini neri che frequentano una delle più rinomate scuole private della città. Iza inizia a cantare nel coro di una chiesa già durante la sua infanzia e, all'età di 14 anni, ha iniziato a fare presentazioni in altre parrocchie. A 19 anni rientra a Rio de Janeiro e continua anche qui con tale attività. Nel 2009, all'età di diciotto anni, frequenta il corso di pubblicità presso la Pontificia Università Cattolica di Rio de Janeiro (PUC-Rio), diplomandosi nel 2013 e iniziando quindi a lavorare come video editor. Nel 2015, parallelamente, crea un canale su YouTube e inizia a pubblicare video di cover musicali.

### Contratto con Warner,Dona de mim(2016 - 2019)
Nel 2016 viene scoperta dalla Warner Music Brasil attraverso il suo canale YouTube e firma per l'etichetta. Nel novembre 2016 pubblica il suo primo lavoro come cantante, il singolo promozionale Quem Sabe Sou Eu, che è stato incluso nella colonna sonora della soap opera Rock Story. Segue nel gennaio 2017 il lancio del suo primo singolo ufficiale, Te Pegar. Nell'aprile successivo pubblica il singolo e il video Vim Pra Ficar, in seguito incluso nella colonna sonora di O Sétimo Guardião. Nel luglio dello stesso anno incide una cover di I Put a Spell on You, canzone famosa nella versione di Nina Simone, per la soap opera Pega Pega. Il 7 agosto esce il secondo singolo ufficiale Esse Brilho É Meu, scelto anche come colonna sonora di uno spot pubblicitario L'Oreal di cui Iza è protagonista insieme all'attrice Tais Araújo.
Durante la seconda metà del 2017 Iza inizia a registrare il suo album di debutto. Il 5 ottobre 2017 pubblica il lead single Pesadão in collaborazione con Marcelo Falcão, che ottiene un enorme successo in Brasile diventando una delle canzoni più suonate dalle radio per mesi.  Il 23 marzo 2018 esce il secondo singolo Ginga, in collaborazione con il rapper Rincon Sapiência. Nell'aprile successivo pubblica il suo album di debutto Dona de mi, la cui title track sarà estratta come terzo singolo. Nel giugno successivo pubblica una cover della hit di Gloria Gaynor I Will Survive insieme alla collega Maria Gadù per sostenere il Mese del Pride. Il 10 agosto 2018 la cantante parte per il suo primo tour, il quale va avanti fino all'aprile successivo.
Nel 2019 Iza esegue la sua prima collaborazione internazionale incidendo il brano Evapora insieme a Major Lazer e Ciara. Nello stesso anno la cantante partecipa come giudice all'ottava edizione di The Voice of Brasil e doppia il personaggio di Nala nella versione in portoghese del film Il Re Leone. Sempre nel 2019 collabora con Alcione Dias Nazareth in una cover del brano di Aretha Franklin Chain of Fools; le due si esibiscono insieme durante Rock in Rio.

### Secondo album (2020 - presente)
Nel 2020 Iza conferma di aver lavorato al suo secondo album, definendo il progetto come un mix di reggae, ragga, dancehall e trap.

## Vita privata
Iza ha sposato il produttore musicale Sérgio Santos il 16 dicembre 2018 presso la chiesa Nossa Senhora da Glória do Outeiro a Rio de Janeiro.

## Stile e influenze musicali
Iza definisce il suo stile musicale come un misto fra pop e R&B che include anche reggae e soul. La cantante afferma inoltre di essersi talvolta ispirata anche alla musica afro-brasiliana. Per quanto riguarda le sue principali fonti d'ispirazione musicale, Iza cita Mariah Carey, Ciara, Beyoncé, Rihanna, Lauryn Hill, Whitney Houston, Diana Ross, Tina Turner e i brasiliani Luciana Mello, Fernanda Abreu e Sandy.

## Discografia

### Album in studio
- 2018 – Dona de mim
- 2023 – Afrodhit

### Singoli
- 2016 – Quem sabe sou eu
- 2017 – Te pegar
- 2017 – Vim pra ficar
- 2017 – I Put a Spell on You
- 2017 – Esse brilho é meu
- 2017 – Pesadão (feat. Marcelo Falcão)
- 2018 – Ginga (con Rincon Sapiência)
- 2018 – Um amor puro (con Maria Gadú)
- 2018 – Dona de mim
- 2018 – Eu só preciso ser (con Sandy)
- 2019 – Divino maravilhoso (con Caetano Veloso)
- 2019 – Brisa
- 2019 – Meu talismã
- 2019 – Chain of Fools (con Alcione)
- 2019 – Evapora (con Ciara e i Major Lazer)
- 2019 – Quem mandou chamar (con i Tropkillaz e Matuê)
- 2020 – Let Me Be the One (con Maejor)
- 2020 – Onde a gente chegou (con Di Ferrero)
- 2020 – Bend the Knee (con Bruno Martini e Timbaland)
- 2021 – Gueto
- 2021 – Sem filtro (solo con Luccas Carlos)
- 2022 – Salve baby/Citação: Vamos fugir (con Ivete Sangalo)
- 2022 – Fé
- 2022 – Três
- 2022 – Me perdoa (con Ferrugem)
- 2022 – Good Vibration (con Natiruts)
- 2023 – Nos seus olhos (con Nando Reis)
- 2023 – Fé nas maluca (con MC Carol)
- 2024 – Lud Session #4: Morrer de viver/Saudade daquilo/Tô querendo mais/Sem filtro/Embrasa (con Ludmilla)
- 2024 – Lay Me Down (con Sam Smith)
- 2024 – Afrodite (con Delacruz e Jok3r)
- 2024 – Cry Me a River
- 2024 – Como posso amar assim?
- 2024 – É pra balançar (con Léo Santana)